# Лоуренс-Брэкстон, Дженис
Дженис Фэй Лоуренс-Брэкстон (англ. Janice Faye Lawrence Braxton; род. 7 июня 1962 года, Лусдейл, Миссисипи) ― американская профессиональная баскетболистка, выступавшая в женской национальной баскетбольной ассоциации. За три месяца до основного драфта ВНБА 1997 года была распределена под третьим номером в команду «Кливленд Рокерс». Играла на позиции лёгкого форварда.

## Студенческая карьера
Брэкстон училась в технологическом университете Луизианы, где выступала за команду «Луизиана Тек Леди Текстерс», которую выводила в турнир NCAA в 1981 и 1982 годах.
В 1982 году, обучаясь всего лишь на втором курсе, была признана лучшим бомбардиром и самым выдающимся игроком турнира NCAA, а «Луизиана Тек» стала чемпионкой NCAA.

## Карьера в сборной США
Брэкстон была членом национальной сборной США на Панамериканских играх 1983 года в Венесуэле, игроки который выиграли золотые медали.
Брэкстон была членом сборной США в 1983 году на чемпионате мира, проходившем в Сан-Паулу, Бразилия. Команда выиграла шесть матчей, но проиграла два против Советского Союза. В первом матче у сборной США было девять очков после первого тайма, но сборная СССР перехватила инициативу, и завершающий удар со стороны команды США ей удалось отбросить, одержав победу над сборной США со счетом  85-84. Сборная США выиграла свои следующие четыре игры, и была настроена получить   золотые медали в игре против СССР. Эта игра была так близко, и был завязан на 82 очка с шесть секунд, чтобы войти в игру. Елена Чаусова, игрок сборной СССР получила пас и совершила победный бросок на последних секундах, и американцы уступили сборной СССР золотые медали со счетом 84-82. Результат Брэкстон составил в среднем 8,9 очков за игру.
В 1984 году США послали свою сборную в 1984 году на соревнования Кубка Уильяма Джонса в Тайбэе, Тайвань, в качестве предолимпийской практики. Команда легко обыграла каждого из восьми соперников, с которыми они играли, имея в среднем чуть менее 50 очков за игру. Результат Брэкстон составил в среднем 6.7 очка за игру.
Выиграла золотую медаль в составе Олимпийской баскетбольной сборной США в 1984 году.
Была включена в Зал спортивной славы Луизианского технического университета в 1987 году. В 2006 году Брэкстон была включена в женский баскетбольный Зал славы, расположенном в городе Ноксвилл (штат Теннесси).

## Профессиональная карьера
Брэкстон играла в Нью-Йоркской команде в Женской американской баскетбольной ассоциации (недолго существовавшей лиги в середине 80-х годов: не путать с ЖАБА, лигой с тем же именем, существовавшей позднее).
Брэкстон играла 13 сезонов в Европе в составе клубов Виченца, Мессина и Парма в Итальянской лиге. Виченца выиграли четыре Кубка европейских чемпионов, а Брэкстон в среднем забивала почти 23 очка за игру.
Провела два сезона в составе «Кливленд Рокерс» в Женской национальной баскетбольной ассоциации (ЖНБА).
В 2003 году начала работать в «Кливленд Рокерс» в качестве ассистента тренера.